# Dichotomius opacipennis
Dichotomius opacipennis là một loài bọ cánh cứng trong họ Bọ hung (Scarabaeidae).